# José DeLeón
Ne pas confondre avec le joueur de baseball portoricain José De León.
José DeLeón Chestaro, né le 20 décembre 1960 à Rancho Viejo, (La Vega, République dominicaine) et mort le 25 février 2024, est un joueur de baseball, lanceur droitier.
Il joue 13 saisons dans la Ligue majeure de baseball, principalement comme lanceur partant, de ses débuts en 1983 à la saison 1992, puis comme lanceur de relève de 1993 à 1995. Il maintient une moyenne de points mérités en carrière de 3,76. En 1989, avec les Cardinals de Saint-Louis, il mène la Ligue nationale avec 201 retraits sur des prises.